# Електролуминисценција
Електролуминисценција је оптичко-електрична појава које се испољава као емисија светлости одређеног материјала као резултат проласка електричне струје кроз њега или како резултат деловања јаког електричног поља на њега.Преглед историјског развоја електролуминисцентног екрана и открића електролуминисценцијеАрхивирано на веб-сајту  (30. април 2012)
Ова појава је резултат на рекомбинације електрона и празног простора у материјалу, који је најчешће полупроводник. Побуђени електрони се ослобађају своје енергије у виду фотона – светлости.
Постоји много врста материјала који се користе за потребе остваривања електролуминисценције. Најтипични меѓу њима су:
- Цинк сулфат обогаћен одређеном количином бакра или сребра
- Природни дијамант (обогаћен бором)
- Полуспроводници који настају као резултат на једињења елемената III и V групе: InP, GaAs и GaN.